# Issouf Ouattara
Issouf Ouattara, né le 7 octobre 1988 à Ouagadougou (Burkina Faso) est un footballeur international burkinabé, qui évolue au poste d'attaquant ou milieu offensif gauche.
Il a participé à la Coupe d'Afrique des nations 2010 avec le Burkina Faso.
Le 5 septembre 2011, il s'engage avec le Nîmes Olympique en National français.

## Palmarès
- Équipe du Burkina Faso
  - Finaliste de la Coupe d'Afrique des nations en 2013